# Россон, Гарольд
Гарольд Россон (англ. Harold Rosson; 6 апреля 1895, Нью-Йорк, Нью-Йорк — 6 сентября 1988, Палм-Бич, Флорида) — американский кинооператор. Пять раз номинировался на премию «Оскар» за операторскую работу в фильмах «Волшебник страны Оз», «Шумный город», «Тридцать секунд над Токио», «Асфальтовые джунгли» и «Дурная кровь».

## Биография
Родился 6 апреля 1895 года в Нью-Йорке, США. Начинал карьеру в качестве актёра на студии Vitagraph в 1908 году. В 1914 году работал продавцом билетов и киномехаником в небольшом кинотеатре в Бруклине. В качестве кинооператора дебютировал на съёмках фильма 1915 года «Дэвид Харум» кинорежиссёра Аллана Двона. Наиболее известен по фильмам «Волшебник страны Оз», «Тридцать секунд над Токио», «Дурная кровь», «Асфальтовые джунгли» и «Поющие под дождём». В 1958 году вышел на пенсию, но вернулся для работы в фильме Говарда Хоукса «Эльдорадо». Состоял в Американском обществе кинооператоров с 1927 года.
Умер 6 сентября 1988 года в Палм-Бич, США.

## Избранная фильмография
- 1927 — Скандал вокруг Рози / Rough House Rosie (реж. Фрэнк Страйер)
- 1928 — Пристани Нью-Йорка / The Docks of New York (реж. Джозеф фон Штернберг)
- 1928 — Три уикенда / Three Weekends (реж. Кларенс Баджер)
- 1930 — Мадам Сатана / Madam Satan (реж. Сесил Блаунт Демилль)
- 1932 — Красная пыль / Red Dust (реж. Виктор Флеминг)
- 1933 — Береги своего мужчину / Hold Your Man (реж. Сэм Вуд)
- 1934 — Девушка из Миссури / The Girl from Missouri (реж. Джек Конуэй)
- 1934 — Алый первоцвет / The Scarlet Pimpernel (реж. Гарольд Янг)
- 1934 — Остров сокровищ / Treasure Island (реж. Виктор Флеминг)
- 1935 — Призрак едет на Запад / The Ghost Goes West (реж. Рене Клер)
- 1936 — Как вам это понравится / As You Like It (реж. Поль Циннер)
- 1936 — Человек, который умел творить чудеса / The Man Who Could Work Miracles (реж. Лотар Мендес)
- 1937 — Отважные капитаны / Captains Courageous (реж. Виктор Флеминг)
- 1939 — Волшебник страны Оз / The Wizard Of Oz (реж. Виктор Флеминг)
- 1941 — Джонни Игер / Johnny Eager (реж. Мервин Лерой)
- 1942 — Где-нибудь я найду тебя / Somewhere I’ll Find You (реж. Уэсли Рагглз)
- 1944 — Тридцать секунд над Токио / Thirty Seconds Over Tokyo (реж. Мервин Лерой)
- 1946 — Дуэль под солнцем / Duel in the Sun (реж. Кинг Видор)
- 1949 — Увольнение в город / On the Town (реж. Стэнли Донен, Джин Келли)
- 1950 — Асфальтовые джунгли / The Asphalt Jungle (реж. Джон Хьюстон)
- 1951 — Алый знак доблести / The Red Badge of Courage (реж. Джон Хьюстон)
- 1952 — Поющие под дождём / Singin' In The Rain (реж. Стэнли Донен, Джин Келли)
- 1954 — Странствия Одиссея / Ulisse (реж. Марио Камерини, Марио Бава)
- 1956 — Дурная кровь / The Bad Seed (реж. Мервин Лерой)
- 1966 — Эльдорадо / El Dorado (реж. Говард Хоукс)

## Награды и номинации
- Премия «Оскар» за лучшую операторскую работу
  - Номинировался в 1940 году за фильм «Волшебник страны Оз»[5]
  - Номинировался в 1941 году за фильм «Шумный город[англ.]»[6]
  - Номинировался в 1945 году совместно с Робертом Сёртисом за фильм «Тридцать секунд над Токио»[7]
  - Номинировался в 1951 году за фильм «Асфальтовые джунгли»[8]
  - Номинировался в 1957 году за фильмы «Дурная кровь»[9]

- Памятная табличка премии «Оскар» за выдающиеся заслуги в кинематографе в 1937 году совместно с Уильямом Говардом Грином за цветные киносъёмки в фильме «Сады Аллаха»[5]

- Номинировался на премию «Золотой глобус» в 1951 году за операторскую работу в фильме «Асфальтовые джунгли»[10]